# Michel Perrin (ethnologue)
Pour les articles homonymes, voir Michel Perrin et Perrin.
Michel Perrin, né le 23 août 1941 à Saint-Pierre-le-Moûtier et mort le 9 août 2015 à Clermont-Ferrand, est un ethnologue et anthropologue français, notamment connu pour ses travaux qui portent sur la mythologie, le symbolisme, et le chamanisme. Il a également vécu de nombreuses années avec les Wayuu du Venezuela et de Colombie, les Kuna du Panama et les Huichols du Mexique. Il est directeur de recherche honoraire au CNRS, membre du Laboratoire d’anthropologie sociale (LAS) du Collège de France, docteur en physique, docteur en ethnologie et docteur ès-lettres et sciences humaines.

## Parcours
Michel Perrin, avant de trouver sa vocation d'ethnologue, était physicien.
Sa rencontre avec Claude Lévi-Strauss le conduit à présenter sa thèse en 1973 intitulée : Contribution à l'étude de la littérature orale des Indiens Guajiro. En 1987, Michel Perrin obtient, toujours sous la direction de Claude Lévi-Strauss, un doctorat d'État à l'Université Paris-V intitulé La pensée mythique en actes : mythes et rêves, chamanisme et rites thérapeutiques : l'exemple des indiens Guajiro du Venezuela et de Colombie. Cette thèse va montrer « comment, dans quatre champs distincts, cette pensée mythique se traduit en « actes » dans une société amérindienne devenue pastorale et soumise au changement ».
Les travaux de ce spécialiste du chamanisme portent également sur la mythologie, le symbolisme, la médecine traditionnelle, le rêve, et l'art. Ses thèmes de recherche s'inscrivent donc respectivement dans les domaines de l'anthropologie religieuse, l'anthropologie médicale, l'anthropologie du rêve et l'anthropologie de l'image.
Pendant près de six ans, il a partagé la vie de trois populations amérindiennes. Entre 1969 et 1985, il fréquente les indiens Guajiro (wayuu) du Venezuela et de Colombie. Entre 1988 et 1990, puis entre 2009 et 2011, ce sont les indiens Huichol de la Sierra de Nayarit (Sierra Madre Occidental, Mexique) qui l'intéressent particulièrement. Enfin, entre 1989 et 2004, il consacre ses recherches aux indiens Kuna (cuna, tule) des îles San Blas du Panama.
Michel Perrin entreprend également des voyages exploratoires dans les sociétés amérindiennes Bari, Karina, Pemon, Panaré, Warao et Navaho.
Il a enseigné à l'École des hautes études en sciences sociales (EHESS), à l'École pratique des hautes études (EPHE) et dans les universités Paris III, Paris VI, Paris VII et Paris X, ainsi qu'à l'université de Neuchâtel (Suisse) et à l'université Clermont-Ferrand-I. Il a dirigé des thèses menées par des étudiants français et étrangers et a à son actif une quarantaine de travaux de recherche. Ayant participé à maints jurys en France et à l'étranger, Michel Perrin a acquis une grande expérience universitaire.
Consultant auprès de divers organismes officiels, il a séjourné aux États-Unis pour participer à des projets de recherche d'envergure à Los Angeles et Austin.
Enfin, Michel Perrin a donné plus de deux cents conférences scientifiques et cycles de conférences en Europe, en Amérique du Nord et en Amérique latine. On ne saurait compter ses innombrables interventions de sensibilisation à l’anthropologie, à la demande d'institutions diverses.

## Littérature scientifique
Michel Perrin a écrit une dizaine de livres parmi lesquels on peut citer Le Chemin des Indiens morts, Payot, 1976 (3e éd., 1996 ; prix Broquette-Gonin de littérature de l'Académie Française en 1977) ; Les Praticiens du rêve, PUF, 1992 (2e éd. 2001) ; Le Chamanisme, PUF Que Sais-je, 1995 (4e éd. 2002) ; Tableaux kuna, 1998 (4e éd. 2008) ; Voir les yeux fermés, Le Seuil, 2007; Visions huichol, Somogy, 2014. Références en la matière, ses ouvrages, ont fait l'objet de plus de vingt traductions en langues étrangères. Il est aussi l'auteur de quelque deux cents publications scientifiques et l'éditeur de quatre livres collectifs : Le mythe et ses métamorphoses (avec J. Pouillon), L'Homme, no 106-107,1988, Antropologia y experiencias del sueno, Quito (Équateur), Ed. Abya-Yala, 1990, Chamanismo en Latinoamerica, una revisión conceptual (avec Jacques Galinier et Isabel Lagarriga), México, Universidad Iberoamericana/Plaza y Valdés/CEMCA, 1995 Complementariedad entre hombre y mujer, Relaciones de género desde la perspectiva amerindia (avec Marie Perruchon), Quito, Ediciones Abya-Yala, vol. 43, 1997.

## Filmographie
Réalisateur de plusieurs films dont deux long métrage et quatre films court ou moyen métrage, parmi lesquels Le chemin des Indiens morts (Le monde d'Isho et La descendance d'Isho), 1982 (versions française, anglaise et espagnole) ; Molakana. Coudre le monde..., 2004 (versions française et anglaise), ainsi que La Sainte-Elidie , 1977 ; Funérailles guajiro, 1975 ; Les molas. Manières de faire , 1998, Tableaux huichol, 2014.
Les films de Michel Perrin ont été sélectionnés dans plusieurs festivals internationaux.

## Expositions
Il a été commissaire de plusieurs expositions dont six de portée internationale :
- Musée du tapis et des arts textiles à Clermont-Ferrand, 1999-2000 ;
- Fondation Vasarely à Aix-en-Provence, 2001 ;
- Bibliothèque Forney, Hôtel de Sens, Paris 2003 ;
- Prieuré de Graville, Le Havre, 2008 ;
- Palais de l'Europe, Menton, 2010 ;
- Musée des arts africains, océaniens et amérindiens (MAAOA), la Vieille Charité, Marseille, 2014.

## Divers
- Lauréat de l'Institut.
- Nommé commandeur de l'ordre Vasco Núñez de Balboa, pour ses recherches au Panama.
- Membre de commissions de spécialistes dans plusieurs universités (Paris, Montpellier, Lyon).
- Membre du conseil scientifique du Laboratoire d'Anthropologie Sociale.
- Membre de la Société des gens de lettres.
- Membre de diverses institutions internationales comme le FFCAR (Fonds pour la formation des chercheurs et l'aide à la recherche) au Canada, l’ALER (Asociación Latino Americana para el Estudio) et l'ANAT (Association pour la non-dépendance et l'autonomisation des toxicomanes).
- Membre de diverses revues internationales tel que Religiones Latinoamericanas (Mexico), Psychotropes (Paris), Bulletin d'ethnomédecine, et la revue Espaces latinos.
- Expert auprès du Conseil national de la recherche pour le Fonds national suisse de la recherche scientifique.
- Il a aussi développé l'enseignement de l'anthropologie au Centre d'études et de recherches en développement international (l'ERA 637, CERDI, Université Clermont-Ferrand-I/CNRS).
- Michel Perrin a participé à de nombreuses émissions radiophoniques et audiovisuelles.
- L'écrivain et poète A.P.A. Delusier est son arrière-petit-fils.

## Publications
- Sükuaitpa Wayuu. Los guajiros : La palabra y el vivir, Caracas, Fundacion La Salle de Ciencias Naturales, 1979
- Antropologos y médicos frente al arte guajiro de curar, Biblioteca Corpozulia/U.C.A.B., Caracas-Maracaibo, 1982, 1986 (Mexico, Universidad Nacional Autonoma)
- Folk Literature of the Guajiro Indians, M. Perrin with J. Wilbert and K. Simoneau, editors;  Los Angeles, University of California, 2 vols, 1986.

En français (avec traductions en diverses langues étrangères) :
- La tragédie du Haut-Amazon, Denoël, 1966 (épuisé).
- Dictionnaire de l'ethnologie, Michel Panoff et Michel Perrin, Payot, 1973,  (ISBN 9782228322409)
- Le chemin des Indiens morts : mythes et symboles guajiro, Payot, 1976, 1983, 1996,  (ISBN 2-228-89033-2)
- Dictionnaire des sciences humaines, F. Gresle, M. Panoff, M. Perrin et P. Tripier, Nathan 1990, 1994,  (ISBN 2-09-190526-7)
- Les praticiens du rêve : un exemple de chamanisme, PUF, 1992, 2001 (PUF "Quadrige"),  (ISBN 2130519474)
- Le chamanisme, Paris, PUF "Que Sais-je", 1995, 1998, 2001, 2002  (ISBN 9782130526339)
- Tableaux kuna : les molas, un art d'Amérique, Arthaud/Flammarion, 1998, 2002, 2008,  (ISBN 2-7003-1106-X)
- Voir les yeux fermés ; arts, chamanismes et thérapies, Le Seuil, 2007,  (ISBN 978-2-02-020777-5)
- Visions huichol, un art amérindien du Mexique, Somogy, 2014,  (ISBN 978-2-7572-0816-8)